# طیف‌شناسی الکترون
طیف‌شناسی الکترون (به انگلیسی: Electron spectroscopy) روشی برای پردازش و مطالعهٔ ساختار الکترونیکی و دینامیکی اتم‌ها و مولکول‌ها است. درحالت کلی یک منبع تحریک مانند پرتوهای ایکس، الکترون‌ها یا تابش سنکروترون، الکترونی که از لایه‌های داخلی تر اوربیتال اتم باشد را پس می‌زند. تشخیص فوتوالکترون‌هایی که بوسیلهٔ پرتوهای ایکس پس زده شده‌اند را طیف‌بینی فوتوالکترون اشعه ایکس (XPS) یا طیف‌بینی الکترون برای تحلیل‌های شیمیایی (ESCA) می‌نامیم. تعیین الکترون‌هایی که از اوربیتال‌های بالاتر رانده شده‌اند تا انرژی را در طول فرایند انتقال الکترون ذخیره کنند، طیف‌سنجی الکترون اوژه نام دارد (AES).
کاربرد آزمایشگاهی این کار در بالابردن دقت اندازه‌گیری (بالا رفتن رزولوشن) در شدت و زاویهٔ توزیع الکترون‌های بیرون زده شده‌است. اینکه الکترون‌های منتشر شده تنها می‌توانند از عمقی نزدیک به ۳ نانومتر یا کمتر فرار کنند باعث می‌شود تا طیف‌بینی الکترونی برای مطالعهٔ سطح مواد جامد بسیار مفید واقع گردد. همچنین با کاربرد دو فن طیف‌بینی الکترونی و sputtering یا بمباران هدف به کمک ذرات پرانرژی برای برداشتن لایه لایهٔ سطح؛ می‌توان نیمرخ یک عمق داده شده را بدست آورد.
هم‌اکنون در آزمایشگاه MAX در سوئد، در Elettra Storage Ring در تریستهٔ ایتالیا و در ALS در برکلی بر روی تابش سنکروترون تحقیقاتی در حال انجام است.